# Badminton aux Deaflympics
Le badminton a fait son entrée officielle aux Deaflympics d'été de 1985 et a été présent lors des huit dernières olympiades.

## Médailles

### Par équipe
| N° | Édition                   | Ville hôte | Or           | Argent      | Bronze         |
| -- | ------------------------- | ---------- | ------------ | ----------- | -------------- |
| 1  | Deaflympics d'été de 1993 | Sofia      | Inde         | Pays-Bas    | Danemark       |
| 2  | Deaflympics d'été de 1997 | Copenhague | Inde         | Royaume-Uni | Danemark       |
| 3  | Deaflympics d'été de 2001 | Rome       | Corée du Sud | Malaisie    | Japon          |
| 4  | Deaflympics d'été de 2005 | Melbourne  | Corée du Sud | Allemagne   | Inde           |
| 5  | Deaflympics d'été de 2009 | Taipei     | Corée du Sud | Russie      | Lituanie       |
| 6  | Deaflympics d'été de 2017 | Samsun     | Chine        | Russie      | Taipei chinois |

### Hommes

#### Simple
| N° | Édition                   | Ville hôte   | Or                           | Argent                   | Bronze                |
| -- | ------------------------- | ------------ | ---------------------------- | ------------------------ | --------------------- |
| 1  | Deaflympics d'été de 1985 | Los Angeles  | Rodney Fletcher              | Martin Lawrence Bogard   | Jørn Elmer            |
| 2  | Deaflympics d'été de 1989 | Christchurch | Rajeev Bagga                 | Sandeep Singh Dhillon    | Janne Ågren           |
| 3  | Deaflympics d'été de 1989 | Sofia        | Rajeev Bagga                 | Teh Cheang Hock          | Sandeep Singh Dhillon |
| 4  | Deaflympics d'été de 1997 | Copenhague   | Rajeev Bagga                 | Jannich Tanghus Andersen | Sandeep Singh Dhillon |
| 5  | Deaflympics d'été de 2001 | Rome         | Rajeev Bagga                 | Teh Cheang Hock          | Lee Jong-bong         |
| 6  | Deaflympics d'été de 2005 | Melbourne    | Rajeev Bagga                 | Nattachai Unsomsri       | Rohit Bhaker          |
| 7  | Deaflympics d'été de 2009 | Taipei       | Artemy Mikhailovich Karpov   | Rajeev Bagga             | Lu Guangyao           |
| 8  | Deaflympics d'été de 2013 | Sofia        | Shokhzod Khudodagi Gulomzoda | Hyunwoo Sin              | Myeongsoo Seo         |

#### Double
| N° | Édition                   | Ville hôte   | Or                                                       | Argent                                        | Bronze                                                   |
| -- | ------------------------- | ------------ | -------------------------------------------------------- | --------------------------------------------- | -------------------------------------------------------- |
| 1  | Deaflympics d'été de 1985 | Los Angeles  | Rodney Fletcher Martin Lawrence Bogard                   | Richard Boswell Alan Bridson                  | Janne Ågren Yngve Ingvarsson                             |
| 2  | Deaflympics d'été de 1989 | Christchurch | Rajeev Bagga Sandeep Singh Dhillon                       | Nicholas Cole Warnock John Kenneth Lilley     | Rodney Fletcher Martin Lawrence Bogard                   |
| 3  | Deaflympics d'été de 1989 | Sofia        | Rajeev Bagga Sandeep Singh Dhillon                       | Leon Vis Rudo Rijken                          | Martin Lawrence Bogard John Kenneth Lilley               |
| 4  | Deaflympics d'été de 1997 | Copenhague   | Rajeev Bagga Sandeep Singh Dhillon                       | Jannich Tanghus Andersen Jesper Vingum Jensen | Tomofumi Kobori Takaaki Miyatake                         |
| 5  | Deaflympics d'été de 2001 | Rome         | Rajeev Bagga Sandeep Singh Dhillon                       | Teh Cheang Hock Mar Meng Wan                  | Lee Jong-bong Sin Hyun-woo                               |
| 6  | Deaflympics d'été de 2005 | Melbourne    | Rajeev Bagga Sandeep Singh Dhillon                       | Lee Jong-bong Sin Hyun-woo                    | Artemy Mikhailovich Karpov Mikhail Alexandrovich Efremov |
| 7  | Deaflympics d'été de 2009 | Taipei       | Artemy Mikhailovich Karpov Mikhail Alexandrovich Efremov | Yeo Kok Fang Teh Cheang Hock                  | Lee Jong-bong Sin Hyun-woo                               |
| 8  | Deaflympics d'été de 2013 | Sofia        | Mikhail Alexandrovich Efremov Artemy Mikhailovich Karpov | Hyunwoo Sin Kyungduk Shin                     | Edi Susanto Aditya Hermawan                              |

### Femmes

#### Simple
| N° | Édition                   | Ville hôte   | Or                         | Argent                     | Bronze                     |
| -- | ------------------------- | ------------ | -------------------------- | -------------------------- | -------------------------- |
| 1  | Deaflympics d'été de 1985 | Los Angeles  | Bente Andersen             | Fiona Rosie                | Fiona Wilson               |
| 2  | Deaflympics d'été de 1993 | Christchurch | Bente Andersen             | Karin Arboe Jensen         | Andrea Mary Elizabeth Lang |
| 3  | Deaflympics d'été de 1989 | Sofia        | Karin Arboe Jensen         | Bente Andersen             | Marie Karlsson             |
| 4  | Deaflympics d'été de 1997 | Copenhague   | Saskia Wummelsdorf         | Ranjini Ramanujam          | Park Hae-Yeon              |
| 5  | Deaflympics d'été de 2001 | Rome         | Mari Ishii                 | Jeong Seon-hwa             | Kristina Dovidaityte       |
| 6  | Deaflympics d'été de 2005 | Melbourne    | Kristina Dovidaityte       | Jeong Seon-hwa             | Park Hae-yeon              |
| 7  | Deaflympics d'été de 2009 | Taipei       | Gergana Stoyanova Baramova | Wang Meng                  | Kristina Dovidaityte       |
| 8  | Deaflympics d'été de 2013 | Sofia        | Jung-Yu Fan                | Gergana Stoyanova Baramova | Seonhwa Jeong              |

#### Double
| N° | Édition                   | Ville hôte   | Or                                         | Argent                                              | Bronze                                           |
| -- | ------------------------- | ------------ | ------------------------------------------ | --------------------------------------------------- | ------------------------------------------------ |
| 1  | Deaflympics d'été de 1985 | Los Angeles  | Carolyn Hamilin Janet Watt                 | Pamela Fay Croskery Penny Went                      | Fiona Wilson Linda Durno                         |
| 2  | Deaflympics d'été de 1989 | Christchurch | Andrea Mary Elizabeth Lang Fiona Wilson    | Pamela Fay Croskery Penny Went                      | Gillian Faye Ramsay Christine J. Ryder           |
| 3  | Deaflympics d'été de 1989 | Sofia        | Karin Arboe Jensen Birgitte Worsøe Nielsen | Andrea Mary Elizabeth Hardwick Angela Nicola Sterne | Lesley Newby Fiona Wilson                        |
| 4  | Deaflympics d'été de 1997 | Copenhague   | Susanah Storey Lesley Newby                | Saskia Wummelsdorf Elke Gerstner                    | Ursula Brunner Silvia Weibel                     |
| 5  | Deaflympics d'été de 2001 | Rome         | Jeong Seon-hwa Park Hae-yeon               | Teruyo Haga Mari Ishii                              | Andrea Mary Elizabeth Hardwick Lesley Holdsworth |
| 6  | Deaflympics d'été de 2005 | Melbourne    | Mari Ishii Mika Hiwatari                   | Jeong Seon-hwa Park Hae-yeon                        | Jevgenija Novik Kristina Dovidaityte             |
| 7  | Deaflympics d'été de 2009 | Taipei       | Yu Eun-kyung Jeong Seon-hwa                | Olga Andreevna Shtayger Alena Igorevna Soboleva     | Wang Meng Zhang Yi                               |
| 8  | Deaflympics d'été de 2013 | Sofia        | Jialei Jiang Meng Wang                     | Meng Xing Wang Heng Yan Zhang                       | Alena Igorevna Soboleva Olga Andreevna Shtayger  |

### Mixte
| N° | Édition                   | Ville hôte   | Or                                                 | Argent                                               | Bronze                                                  |
| -- | ------------------------- | ------------ | -------------------------------------------------- | ---------------------------------------------------- | ------------------------------------------------------- |
| 1  | Deaflympics d'été de 1985 | Los Angeles  | Rodney Fletcher Fiona Wilson                       | Martin Lawrence Bogard Fiona Rosie                   | Richard Boswell Linda Durno                             |
| 2  | Deaflympics d'été de 1989 | Christchurch | Rodney Fletcher Fiona Wilson                       | Martin Lawrence Bogard Andrea Mary Elizabeth Lang    | John Kenneth Lilley Malka Bogard                        |
| 3  | Deaflympics d'été de 1993 | Sofia        | Rajeev Bagga Panna M. Kapadia                      | Teh Cheang Hock Tan Seok Kean                        | Janne Ågren Marie Karlsson                              |
| 4  | Deaflympics d'été de 1997 | Copenhague   | Jannich Tanghus Andersen Birgitte Worsøe Nielsen   | Leon Vis Elles Michels                               | Martin Lawrence Bogard Lesley Newby                     |
| 5  | Deaflympics d'été de 2001 | Rome         | Rajeev Bagga Kashmira Joglekar                     | Sin Hyun-woo Jeong Seon-hwa                          | Tomofumi Kobori Mari Ishii                              |
| 6  | Deaflympics d'été de 2005 | Melbourne    | Sin Hyun-woo Jeong Seon-hwa                        | Tomas Dovidaityte Kristina Dovidaityte               | Artemy Mikhailovich Karpov Alena Igorevna Pavlova       |
| 7  | Deaflympics d'été de 2009 | Taipei       | Sin Hyun-woo Jeong Seon-hwa                        | Artemy Mikhailovich Karpov Alena Igorevna Soboleva   | Tomofumi Kobori Mari Ishii                              |
| 8  | Deaflympics d'été de 2013 | Sofia        | Artemy Mikhailovich Karpov Alena Igorevna Soboleva | Shokhzod Khudodagi Gulomzoda Olga Andreevna Shtayger | Mikhail Alexandrovich Efremov Anastasia Yuryevna Sedova |